# Yamaha TZR 250
Yamaha TZR 250 – sportowy motocykl marki Yamaha z dwucylindrowym silnikiem dwusuwowym.

## TZR250 (1KT)

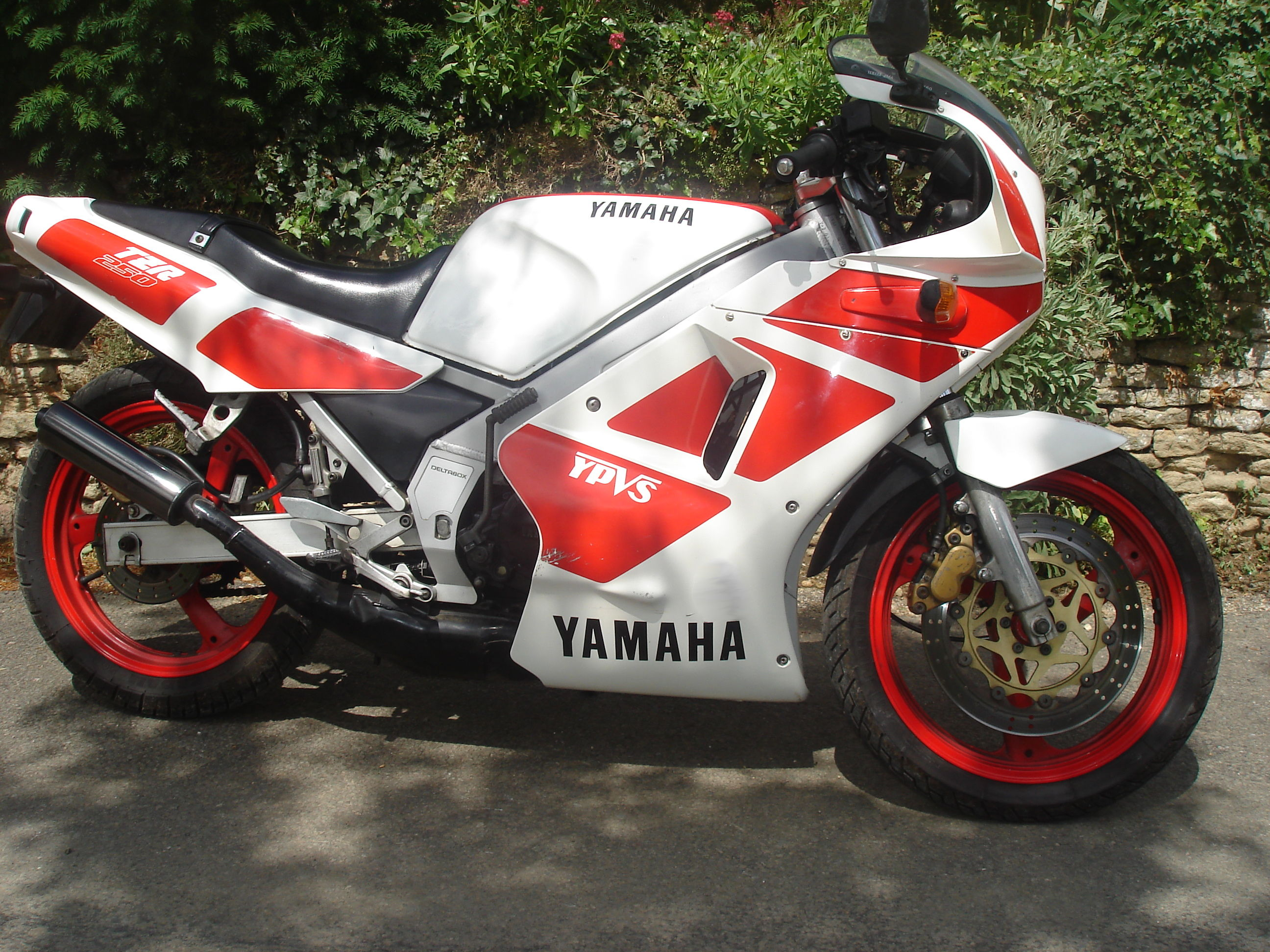
TZR250 (2MA)

W 1986 roku wprowadzono model 1KT. Moc silnika wynosi 45 KM przy 9500 obr./min, a moment obrotowy 3,5 kg-m przy 9000 obr./min.
W latach 1987–1988 produkowano także model 2XW w limitowanej edycji "Marlboro" przeznaczony na rynek japoński.
W 1988 roku wprowadzono model 2XT.
Produkowano modele europejskie: 2MA (1987 r.), 2XW1 (1988 r.), 2XW2 (1989 r.).
Produkowano modele na rynek Kanady: TZR250T 2ME (1987 r.), TZR250U 2XU1 (1988 r.).
Produkowano modele na rynek Azji i Australii: TZR250T 2MY (1987 r.), TZR250U 2XV1 (1988 r.), TZR250 2XV2 (1989 r.).

## TZR250 (3MA)
W 1989 roku wprowadzono nowy model 3MA. Zastosowano innowacyjne rozwiązanie silnika pochodzące z wyścigowego modelu TZ250. Odwrócono położenie układu dolotowego i wydechowego. Gaźniki umieszczono z przodu silnika, natomiast układ wydechowy poprowadzono pod siedzeniem i zakończono w tylnej części pojazdu. Dodano wzmocnienia tylnego wahacza. Zmieniono stylizację nadwozia. Rozdzielono siedzenie kierowcy od siedzenia pasażera. Produkowano odmianę "F" oraz "SP".
W 1990 roku zastosowano nowy odwrócony przedni widelec teleskopowy (Upside-Down) oraz zmodyfikowano tylny wahacz.
Moc silnika wynosi 45 KM przy 9500 obr./min, a moment obrotowy 3,8 kg-m przy 8000 obr./min.
Motocykl był sprzedawany wyłącznie w Japonii.

## TZR250R (3XV)

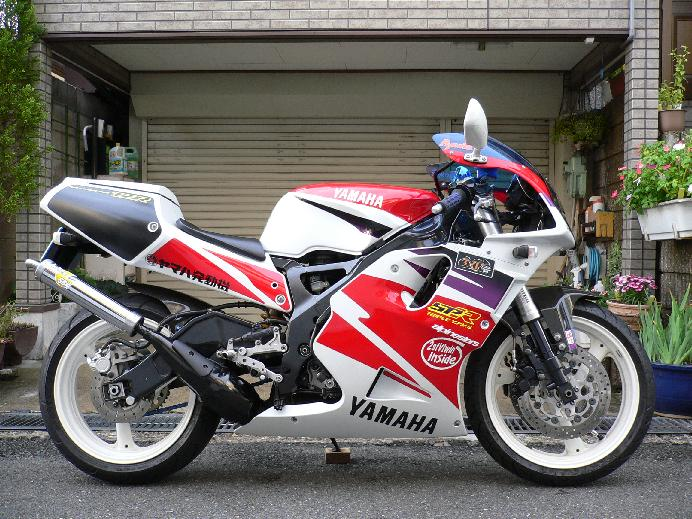
TZR250SPR

W 1991 roku wprowadzono nowy model TZR250R 3XV z nowym silnikiem w układzie V. Moc silnika nie zmieniła się względem poprzedniego modelu. Zmieniono stylizację nadwozia. Wprowadzono nowy zakrzywiony wahacz tylny.
W 1992 roku produkowano wersję TZR250R (3XV4) oraz TZR250RSP (3XV5). W wersji SP zastosowano większe gaźniki i większy stopień sprężania, lecz moc silnika pozostała na tym samym poziomie.
W połowie 1992 roku wprowadzono wersję TZR250RS (3XV8). W silniku mokre sprzęgło zastąpiono suchym wielotarczowym sprzęgłem. Wyprodukowano tylko 1000 egzemplarzy tego modelu.
W 1993 roku produkowano wersję TZR250RS (3XV9), TZR250R (3XV6) i TZR250RSP (3XV7). Wprowadzono nowe rozwiązanie elektronicznego dozownika oleju, kontrolującego smarowanie w zależności od parametrów pracy silnika i redukującego nadmierne zużycie oleju. Moc silnika wszystkich wersji ograniczono do 40 KM przy 8500 obr./min, a moment obrotowy 3,6 kg-m przy 7000 obr./min.
W 1994 roku produkowano wersję TZR250RS (3XVA) oraz TZR250RSP (3XVB). W modelu TZR250RSP wprowadzono nowe rozwiązanie zaworu wydechowego YPVS, w którym obrotowy zawór zastąpiono wysuwanym nożem. Wyprodukowano tylko 500 egzemplarzy tego modelu. W modelu TZR250RS nadal stosowano tradycyjne rozwiązanie obrotowego zaworu wydechowego.
W 1995 roku zrezygnowano z produkcji trzech odmian i wprowadzono model TZR250SPR. Największa różnica polegała na wprowadzeniu nowego rozwiązania zaworu wydechowego YPVS. Połączono nożycowy zawór wydechowy centralnego okna wydechowego z dwoma obrotowymi zaworami wydechowymi dodatkowych dwóch okien wydechowych. Moc silnika nie uległa większej zmianie, wynosiła ona 40 KM przy 9000 obr./min, a moment obrotowy 3,6 kg-m przy 7000 obr./min. Produkcję tego modelu zakończono w 1999 roku z powodu ograniczeń emisji spalin dla silników dwusuwowych.
Motocykl był sprzedawany wyłącznie w Japonii.